# Give Me You
"Give Me You" é uma canção da artista americana Mary J. Blige, lançada como o terceiro single do seu quarto álbum, Mary em ambos os Estados Unidos e a Europa.
A canção foi mais bem sucedida do que os outros dois singles anteriores, "All That I Can Say" nos Estados Unidos e "Deep Inside" no Reino Unido.
No Reino Unido, o remix de Niño serviu como a versão principal tocada no rádio. O álbum Mary foi então relançado lá com o remix de Niño na lista de faixas.
Eric Clapton toca a guitarra na canção.
A lenda da NBA, Michael Jordan, faz uma participação especial no videoclipe.

## Lista de faixas
UK CD 1
1. "Give Me You" (Niño Radio Mix) - 3:34
2. "Give Me You" (Extended Niño mix) - 6:39
3. "Give Me You" (Club Path (Boris Dlugosch) mix) - 5:52
4. "Give Me You" (Royal Garden's R&B Mix) - 3:42

UK CD 2
1. "Give Me You" (single mix with orchestral intro) - 4:10
2. "Give Me You" (Royal Garden's Discopop extended) - 7:52
3. "Sexy" (featuring Jadakiss) - 4:47

## Paradas musicais
| Parada musical (1999)                          | Melhor posição |
| ---------------------------------------------- | -------------- |
| Reino Unido (UK Singles Chart)                 | 19             |
| Suíça (Schweizer Hitparade)                    | 64             |
| Países Baixos (Dutch Top 40)                   | 77             |
| O campo songid é OBRIGATÓRIO PARA PARADA ALEMÃ | 76             |
| Estados Unidos (Billboard Hot 100)             | 68             |
| Estados Unidos (Billboard R&B/Hip-Hop Songs)   | 21             |